# ParaView
ParaView és una aplicació multiplataforma de codi obert per a la visualització científica interactiva. Té una arquitectura client-servidor per a facilitar la visualització remota de conjunts de dades tot generant models de nivell de detall (LOD) per mantenir les velocitats de fotogrames interactives per a grans conjunts de dades. És una aplicació construïda a la part superior de les biblioteques Visualization Toolkit (VTK). ParaView és una aplicació dissenyada per al paral·lelisme de dades en multiordinadors i clústers de memòria compartida o de memòria distribuïda. També es pot executar com a una aplicació d'un sol ordinador.

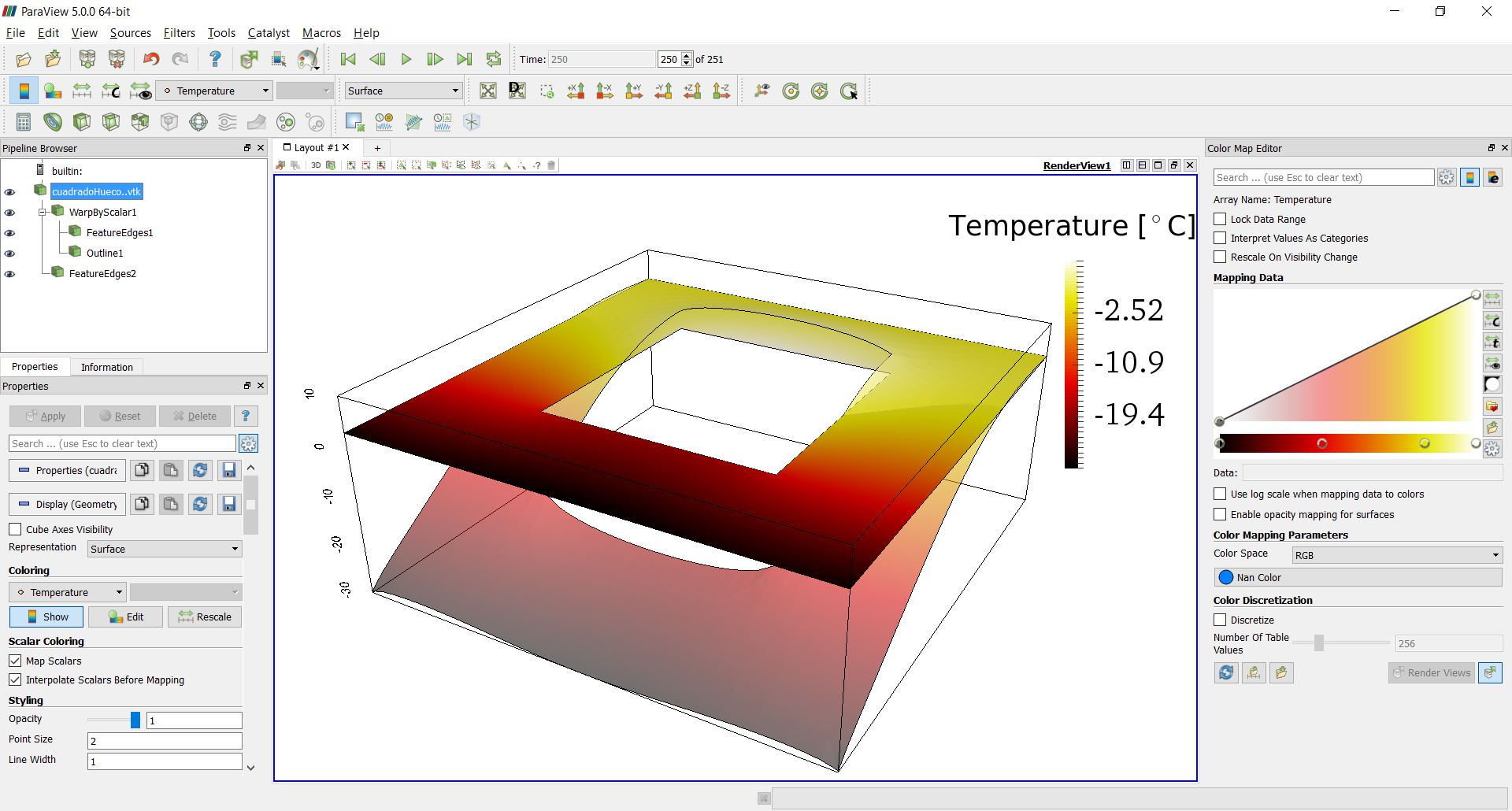
Entorn de treball de Paraview verisió 5